# ブラッド・スポーツ (映画)
『ブラッド・スポーツ』（Bloodsport）は、1988年のアメリカ映画。アクション映画。ジャン＝クロード・ヴァン・ダム主演デビュー作。日本ではビデオスルー、ワーナー・ホーム・ビデオからVHSが発売された。

## キャスト
- フランク・デュークス - ジャン＝クロード・ヴァン・ダム
- レイ・ジャクソン - ドナルド・ギブ
- ジャニス・ケント - リア・エアーズ
- ヘルマー - ノーマン・バートン
- ローリンズ - フォレスト・ウィテカー
- 田中千僧 - ロイ・チャオ
- キャプテン陳 - フィリップ・チャン
- ヤング・フランク - ピエール・ラフィニ
- チョン・リー - ヤン・スエ
- パコ - パウロ・トーカ
- オールド・ボーイ - アダム・モリス
- ファイター - ヴィクター・ウォン、セルジオ加藤（ノンクレジット）

## スタッフ
- 製作： マーク・ディセール、メナハム・ゴーラン、ヨーラン・グローバス
- 監督： ニュート・アーノルド
- 脚本： シェルドン・レティック、クリストファー・コスビー、メル・フリードマン
- 原案： シェルドン・レティック
- 音楽： ポール・ヘルツォーク

## フランク・デュークスについて
本作のラストでは「これは、フランク・W・デュークスの実話に基づく物語である」といったテロップが出る。本作の内容からは信じ難いことだが、フランク・デュークス自体は実在の人物である。実際のデュークスも日本で「センゾー・タナカ」なる人物から忍術の修業を受け、「Kumite」なる秘密の武術大会で優勝したと語っている。さらにアメリカ海兵隊に所属して極秘任務をこなし、名誉勲章を受けたとか、CIAの仕事もしたなどと語っている。しかしこれらの話には疑問や矛盾点を指摘する声も多く、真偽は不明である。